# Cannabis en Siria
El cannabis en Siria es ilegal. Según las políticas del gobierno de Bashar al-Ásad, muchos delitos de cannabis, desde el simple uso hasta el tráfico, a menudo conllevaban una sentencia de cadena perpetua.

## Historia
Bajo el presidente Shukri al-Quwatli (1943-1949), el cultivo de cannabis estaba prohibido en Siria, aunque las autoridades notaron que tenían poca capacidad para evitar que los drusos de la región del Monte Druso produjeran hachís.
En 1993, Siria promulgó la Ley n° 2 que autoriza el castigo, hasta la pena capital, incluida la fabricación, transporte y venta de narcóticos.

## Guerra civil
A medida que el país se desestabilizó como resultado de la Guerra civil (2011-2020), las personas que viven en áreas controladas por separatistas kurdos han comenzado a cultivar cannabis como una forma de ganar dinero para combatir la pobreza.